# Château de Beauregard (Jura)
Pour les articles homonymes, voir Château de Beauregard.
Le château de Beauregard est situé sur la commune de Publy dans le département du Jura en région Bourgogne-Franche-Comté.

## Historique
Perché à 660 m d'altitude, à l'extrémité Sud de la Côte de l'Heute, le château de Beauregard est constituée d'un imposant donjon hexagonal, flanqué d'une tourelle en encorbellement, d'une maison forte et de grangeages entourés par une enceinte précédée de fossés creusés dans le roc vif. Il est situé à un point stratégique de deux voies de communications : la voie de Salins allant de Poligny à Lyon et la travée de l'Heute permettant de rejoindre la vallée de l'Ain à deux kilomètres au sud du chemin de la Rette reliant Lons-le-Saunier à Blye, où l'on traversait l'Ain en bac.
Ce château-fort fut construit pour les sires de Coligny, sans doute au Xe siècle car cité dans une bulle papale au début du XIIe siècle en tant que : Castrum Bello Respectus[réf. nécessaire] ou vers 1237
Il appartient à la famille de Monnet au cours des XIIIe – XIVe siècles. Un puiné pris d'ailleurs le nom de ce fief.
Le 17 mars 1262, Eudes de Beauregard promet son aide aux comtes de Bourgogne Hugues & Alix, de par son château de Beauregard, contre le comte de Vienne (3).
Odon de Beauregard, et Robert, son fils, sont cités en 1331.
Lors de l'alliance entre Nicolas Rolin et Guigone de Salins (20 décembre 1423) ce château est apporté en dot par cette dernière, et est stipulé en ruine...
Il se peut qu'il ait été restauré comme le laisse supposer certains chaînages d'angles. 
D'après la littérature jurassienne, il semble avoir été pris et démantelé par les troupes de Louis XI vers 1479. 
Reconstruit, il aurait ouvert ses portes aux troupes d'Henri IV en 1595, et aurait été définitivement démoli en 1668 sur ordre de Louis XIV.
La maison forte a disparu sans laisser de traces.
De cette imposante forteresse, seul subsiste le donjon dont l'angle sud-est montre les substructures d'une échauguette. À l'intérieur, le mur nord-est abrite le chemin de ronde couvert ; trois fenêtres ouvragées et une grande meurtrière sont également bien conservées.
En 1726, la seigneurie de Beauregard est achetée par les Vernier de Blesney, qui n'avaient pas d'enfants. À leur mort en 1732, c'est la famille Blandin de Chalain qui en hérite, ainsi que des fiefs de Blesney et du Mesnois. Ils étaient encore seigneurs de Beauregard au moment de la Révolution.

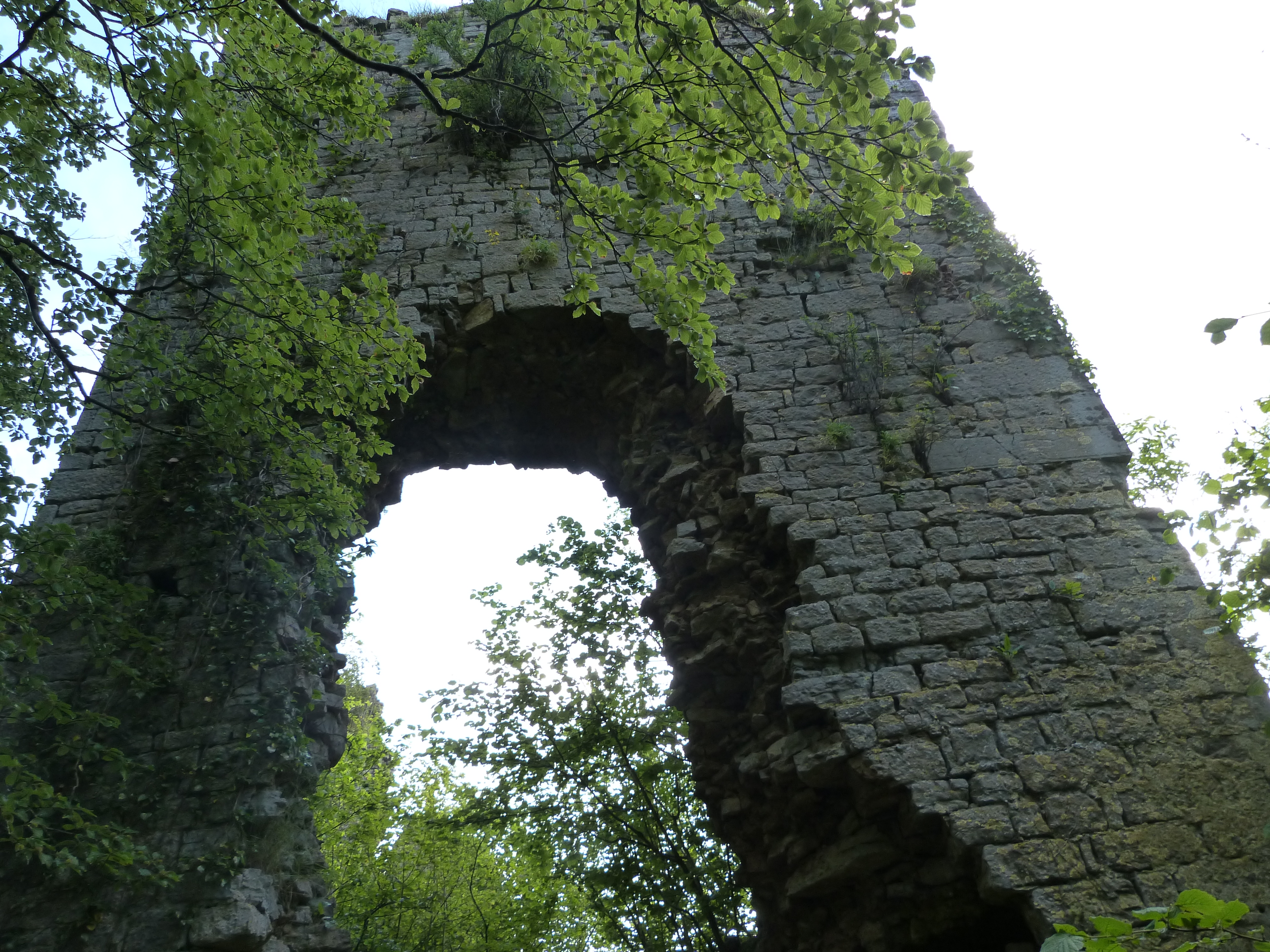
Ruines du Château de Beauregard (vue extérieure du donjon)
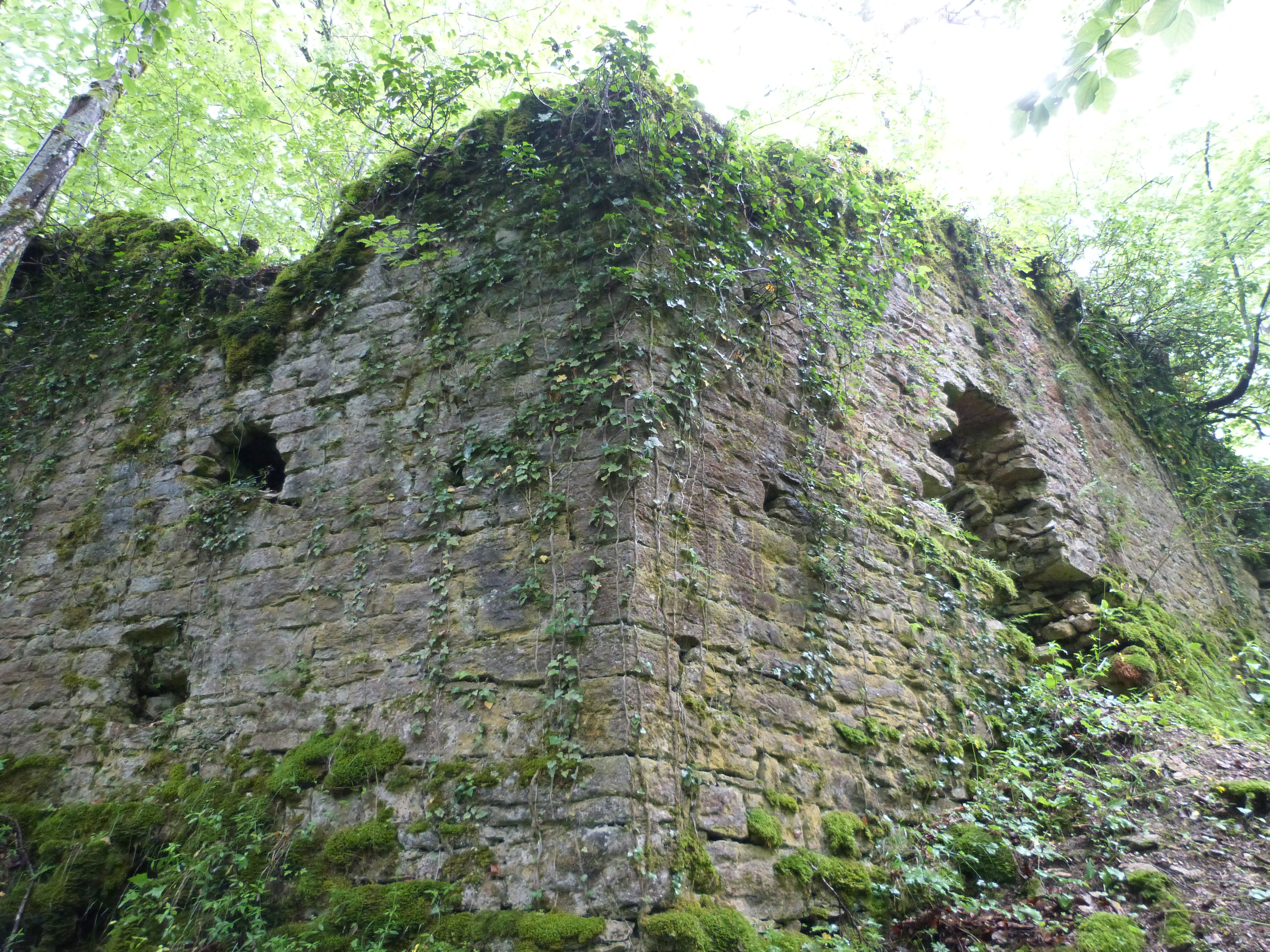
Ruines du Château de Beauregard
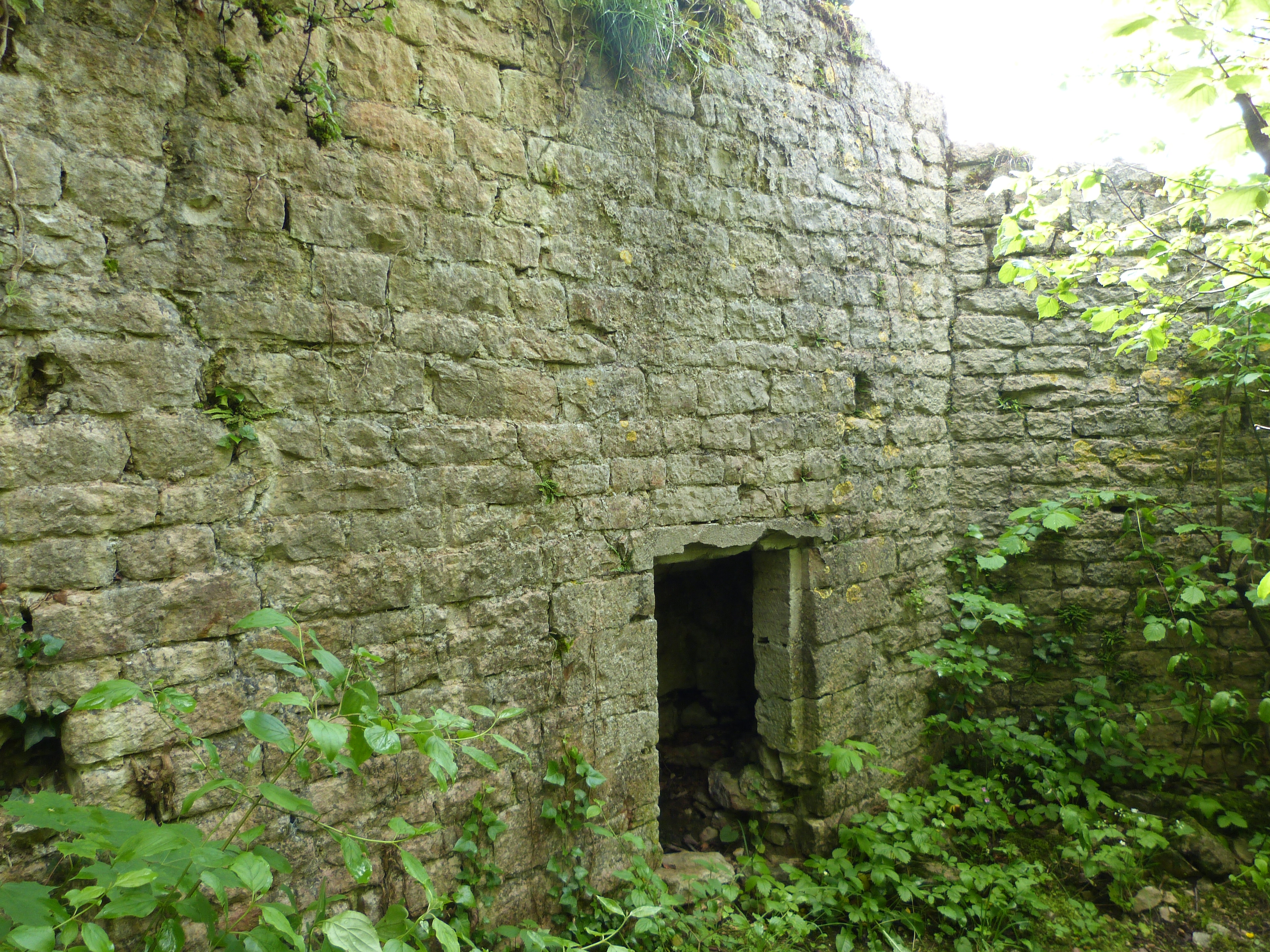
Ruines du Château de Beauregard (intérieur du donjon) - Placard.
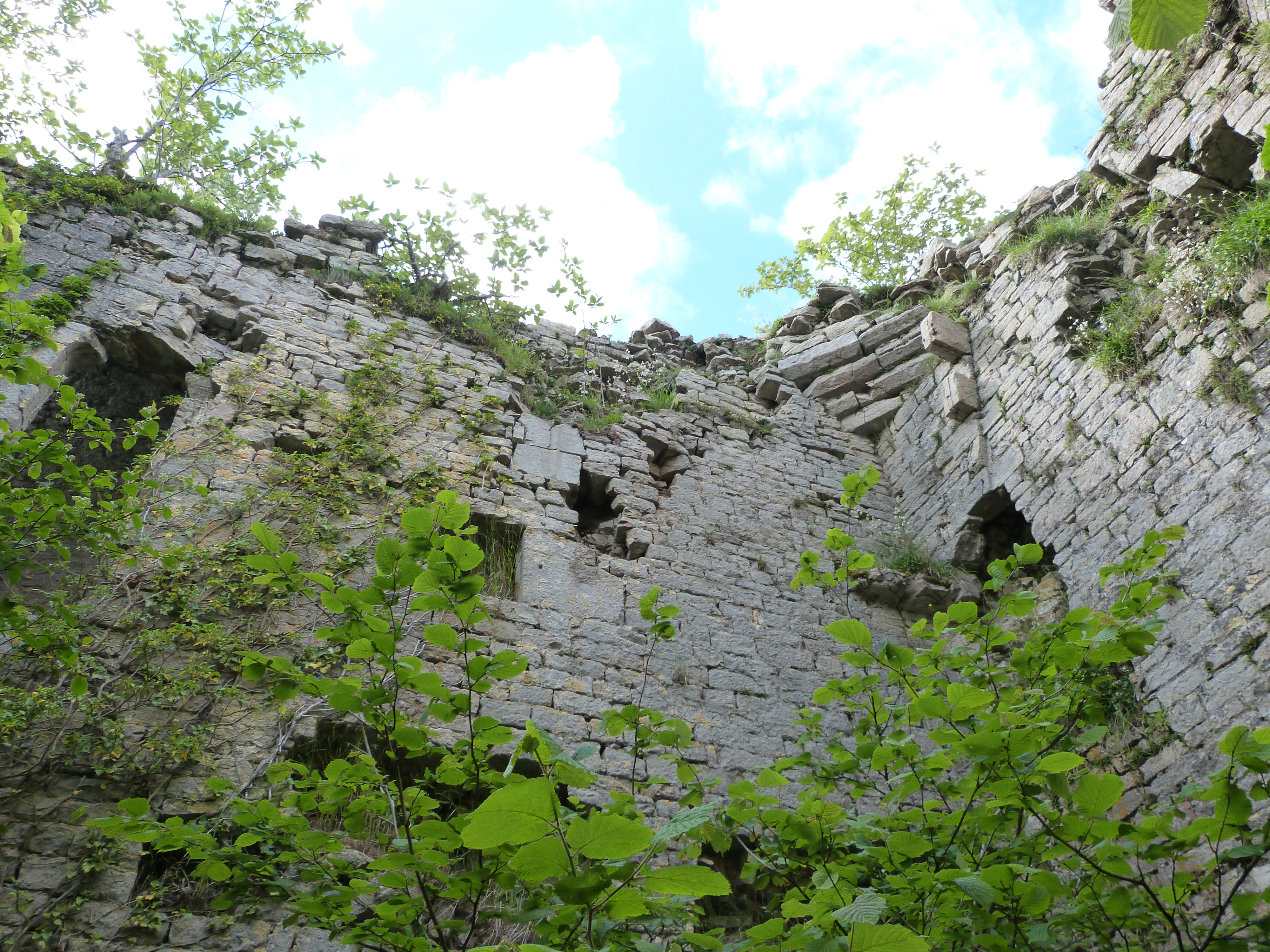
Ruines du Château de Beauregard (intérieur du donjon)

## Hommages
Un industriel de Lons-le-Saunier, Jean-Gilbert Clément, avait nommé sa maison située rue Rouget-de-Lisle « château de Beauregard », du fait qu'il était lui-même originaire de Publy.